# Odrodzona jako czarny charakter w grze otome, gdzie wszystkie ścieżki prowadzą do złego zakończenia
Odrodzona jako czarny charakter w grze otome, gdzie wszystkie ścieżki prowadzą do złego zakończenia (jap. 乙女ゲームの破滅フラグしかない悪役令嬢に転生してしまった… Otome gēmu no hametsu furagu shika nai akuyaku reijō ni tensei shiteshimatta...) – seria light novel opracowana przez Satoru Yamaguchiego i ilustrowana przez Nami Hidakę. Seria publikowana jest od 6 lipca 2014 w serwisie Shōsetsuka ni narō, a następnie wydawana od 20 sierpnia 2015 nakładem wydawnictwa Ichijinsha pod imprintem Ichijinsha Bunko Iris. 
Na podstawie light novel powstaje adaptacja w formie mangi, spin-off i gra komputerowa. Ponadto seria doczekała się telewizyjnego serialu anime wyprodukowanego przez studio Silver Link, na który składają się dwa sezony oraz odcinek OVA, a w produkcji jest film pełnometrażowy.

## Bohaterowie
- Catarina Claes (jap. カタリナ・クラエス Katarina Kuraesu)

Seiyū: Maaya Uchida 
- Geordo Stuart (jap. ジオルド Jiorudo)

Seiyū: Shōta Aoi, Asami Setō  (dziecko)
- Keith Claes (jap. キース・クラエス Kīsu Kuraesu)

Seiyū: Tetsuya Kakihara, Sora Amamiya (dziecko) 
- Alan Stuart (jap. アラン Aran)

Seiyū: Tatsuhisa Suzuki, Mutsumi Tamura (dziecko) 
- Nicol Ascart (jap. ニコル Nikoru)

Seiyū: Yoshitsugu Matsuoka, M.A.O (dziecko) 
- Mary Hunt (jap. メアリ・ハント Meari Hando)

Seiyū: Miho Okasaki 
- Sophia Ascart (jap. ソフィア・アスカルト Sofia Asukarudo)

Seiyū: Inori Minase 
- Maria Campbell (jap. マリア・キャンベル Maria Kyanberu)

Seiyū: Saori Hayami 

## Light novel
Kolejne rozdziały light novel są publikowane w serwisie internetowym Shōsetsuka ni narō od 6 lipca 2014. Kolejne tomy publikowane są przez wydawnictwo Ichijinsha pod imprintem Ichijinsha Bunko Iris od 20 sierpnia 2015.
| Nr                                                                                              | Data wydania (język japoński) | ISBN (język japoński)  |
| ----------------------------------------------------------------------------------------------- | ----------------------------- | ---------------------- |
| 1                                                                                               | 20 sierpnia 2015              | ISBN 978-4-7580-4753-1 |
| 2                                                                                               | 19 września 2015              | ISBN 978-4-7580-4756-2 |
| 3                                                                                               | 20 lutego 2016                | ISBN 978-4-7580-4800-2 |
| 4                                                                                               | 20 lipca 2016                 | ISBN 978-4-7580-4838-5 |
| 5                                                                                               | 20 maja 2017                  | ISBN 978-4-7580-4950-4 |
| 6                                                                                               | 20 marca 2018                 | ISBN 978-4-7580-9045-2 |
| 7                                                                                               | 20 października 2018          | ISBN 978-4-7580-9113-8 |
| Nota: ISBN 978-4-7580-9114-5 w przypadku edycji specjalnej.                                     |                               |                        |
| 8                                                                                               | 20 lipca 2019                 | ISBN 978-4-7580-9189-3 |
| 9                                                                                               | 20 kwietnia 2020              | ISBN 978-4-7580-9261-6 |
| Nota: ISBN 978-4-7580-9262-3 w przypadku edycji specjalnej.                                     |                               |                        |
| 10                                                                                              | 20 lutego 2021                | ISBN 978-4-7580-9261-6 |
| 11                                                                                              | 20 sierpnia 2021              | ISBN 978-4-7580-9390-3 |
| Nota: ISBN 978-4-7580-9391-0 w przypadku edycji specjalnej zawierającej 50-stronicową broszurę. |                               |                        |
| 12                                                                                              | 20 października 2022          | ISBN 978-4-7580-9499-3 |
| 13                                                                                              | 20 września 2023              | ISBN 978-4-7580-9582-2 |

## Manga
Na podstawie light novel powstały dwie mangi. Pierwsza z nich pod tym samym tytułem, co pierwowzór, jest publikowana w czasopiśmie „Gekkan Comic Zero Sum” wydawnictwa Ichijinsha od sierpnia 2017. Następnie rozpoczęto zbieranie rozdziałów do tankōbonów – pierwszy z nich ukazał się w sprzedaży 24 marca 2018.
Wydanie polskie mangi zostało zapowiedziane 6 marca 2020, zaś premiera pierwszego tomu odbyła się 15 czerwca. Kolejne tomy ukazują się nakładem wydawnictwa Waneko.
| Nr | Język japoński       | Język japoński         | Język polski         | Język polski           |
| Nr | Data wydania         | ISBN                   | Data wydania         | ISBN                   |
| --- | -------------------- | ---------------------- | -------------------- | ---------------------- |
| 1 | 24 marca 2018        | ISBN 978-4-7580-3338-1 | 15 czerwca 2020      | ISBN 978-83-8096-866-0 |
| 2 | 25 października 2018 | ISBN 978-4-7580-3394-7 | 13 sierpnia 2020     | ISBN 978-83-8096-867-7 |
| 3 | 25 kwietnia 2019     | ISBN 978-4-7580-3429-6 | 15 października 2020 | ISBN 978-83-8096-868-4 |
| Nota: ISBN 978-4-7580-3430-2 w przypadku edycji specjalnej. W Polsce edycja ta nie została wydana.                                                   |                      |                        |                      |                        |
| 4 | 25 października 2019 | ISBN 978-4-7580-3464-7 | 15 grudnia 2020      | ISBN 978-83-8096-869-1 |
| 5 | 25 maja 2020         | ISBN 978-4-7580-3513-2 | 15 lutego 2021       | ISBN 978-83-8096-997-1 |
| Nota: ISBN 978-4-7580-3514-9 w przypadku edycji specjalnej. W Polsce edycja ta nie została wydana.                                                   |                      |                        |                      |                        |
| 6 | 25 stycznia 2021     | ISBN 978-4-7580-3576-7 | 2 lipca 2021         | ISBN 978-83-8242-061-6 |
| 7 | 30 września 2021     | ISBN 978-4-7580-3653-5 | 8 marca 2022         | ISBN 978-83-8242-260-3 |
| Nota: ISBN 978-4-7580-3654-2 w przypadku edycji specjalnej zawierającej płytę DVD z odcinkiem specjalnym OVA. W Polsce edycja ta nie została wydana. |                      |                        |                      |                        |
| 8 | 30 września 2022     | ISBN 978-4-7580-3792-1 | 6 czerwca 2023       | ISBN 978-83-8242-519-2 |
| 9 | 30 czerwca 2023      | ISBN 978-4-7580-3903-1 | 12 stycznia 2024     |                        |

## Spin-off
Na podstawie scenariusza light novel powstaje spin-off zatytułowany Otome Game no hametsu Flag Spin-off... Zettai zetsumei! Hametsu sunzen-hen (jap. 乙女ゲームの破滅フラグ スピンオフ…絶体絶命！破滅寸前編 Otome gēmu no hametsu furagu supinofu… Zettai zetsumei! Hametsu sunzen-hen), który publikowany jest od 1 listopada 2019 na łamach „Gekkan Comic Zero Sum Online”. Za scenariusz odpowiada Nishi na podstawie light novel Satoru Yamaguchiego, natomiast za rysunki – Nami Hidaka.

## Anime
Produkcja serialu anime została zapowiedziana 19 października 2018. 18 lipca 2019 ogłoszono, że seria będzie miała swoją premierę w 2020 roku, natomiast 19 lutego 2020 podano do wiadomości, że premiera odbędzie się 4 kwietnia na kanałach Tokyo MX, BS11, MBS, J Tele i innych, a kolejne odcinki będą emitowane w każdą sobotę o 25.30 (czasu japońskiego JST). Ostatni, 12. odcinek został wyemitowany 20 czerwca.
Za produkcję wykonawczą anime odpowiedzialne jest studio Silver Link, za reżyserię – Keisuke Inoue, za scenariusz – Megumi Shimizu, a za projekt postaci – Miwa Oshima. Ponadto 15 lutego platforma Crunchyroll poinformowała o wykupieniu praw do emisji anime.
20 czerwca 2020, po emisji dwunastego odcinka anime ogłoszono, że seria otrzyma drugi sezon, którego premiera odbędzie się w 2021 roku, natomiast 19 stycznia 2021 podano do wiadomości, że emisja rozpocznie się w lipcu. Nadto drugi sezon w tytule otrzymał literę X, która jest połączeniem dwóch rzymskich cyfr 1 obróconych o 45 stopni. Dwa miesiące później wraz z publikacją zwiastuna ogłoszono, że drugi sezon emitowany będzie na antenach MBS i TBS w paśmie Super Animeism. 28 maja doprecyzowana została data premiery, tym razem na 2 lipca, a kolejne odcinki będą emitowane w każdy piątek o 25.25 (czasu japońskiego JST). Ponadto ogłoszono, że drugi sezon będzie emitowany również na antenie AT-X (od 4 lipca) w niedziele o 23.30 oraz BS Asahi w piątki o 23.30 (od 9 lipca). 3 lipca na oficjalnej stronie anime podano do wiadomości, że drugi sezon składać się będzie z 12 odcinków, które zostaną zebrane do 4 wydań na Blu-ray i DVD. Ostatni odcinek sezonu wyemitowany został 17 września.

### Odcinek specjalny OVA
18 lipca 2021 podczas specjalnego wydarzenia Yasai suītsu shūkaku-sai (jap. 野菜スイーツ収穫祭) ogłoszono, że serial anime otrzyma odcinek specjalny OVA, który został wydany 30 września w edycji specjalnej 7. tomu mangi.

### Spis serii
| Seria | Seria | Odcinki    | Premiera serii  | Finał serii      |
| ----- | ----- | ---------- | --------------- | ---------------- |
|       | 1.    | 1–12 (12)  | 4 kwietnia 2020 | 20 czerwca 2020  |
|       | 2.    | 13–24 (12) | 2 lipca 2021    | 17 września 2021 |

### Spis odcinków

#### Seria pierwsza (2020)
| #  | Tytuł | Premiera         |
| -- | --- | ---------------- |
| 1  | Zense no kioku o omoidashite shimatta… (前世の記憶を思い出してしまった…)                                            | 4 kwietnia 2020  |
| 2  | Ōji ni shōbu o idoma rete shimatta… (王子に勝負を挑まれてしまった…)                                                 | 11 kwietnia 2020 |
| 3  | Uruwashi no bikei kyōdai to deatte shimatta… (麗しの美形兄妹と出会ってしまった…)                                    | 18 kwietnia 2020 |
| 4  | Mahō gakuen ni nyūgaku shite shimatta… (魔法学園に入学してしまった…)                                                | 25 kwietnia 2020 |
| 5  | Shujinkō no jikka ni o jama shite shimatta… (主人公の実家にお邪魔してしまった…)                                     | 2 maja 2020      |
| 6  | Natsuyasumidakara tanoshiku asonde shimatta… (夏休みだから楽しく遊んでしまった…)                                    | 9 maja 2020      |
| 7  | Kiken'na Dungeon ni haitte shimatta… Kiken'na danjon ni haitte shimatta… (危険なダンジョンに入ってしまった…)        | 16 maja 2020     |
| 8  | Yokubō ni mamirete shimatta… (欲望にまみれてしまった…)                                                              | 23 maja 2020     |
| 9  | Pajamas party de moriagatte shimatta… Pajama pāti de moriagatte shimatta… (パジャマパーティで盛り上がってしまった…) | 30 maja 2020     |
| 10 | Hametsu no toki ga otozurete shimatta… Zenpen (破滅の時が訪れてしまった…前編)                                       | 6 czerwca 2020   |
| 11 | Hametsu no toki ga otozurete shimatta… Kōhen (破滅の時が訪れてしまった…後編)                                        | 13 czerwca 2020  |
| 12 | Saishū Event ga kite shimatta… Saishū ibento ga kite shimatta… (最終イベントが来てしまった…)                        | 20 czerwca 2020  |

#### Seria druga (2021)
| Lp. | Lp. | Tytuł odcinka | Premiera         |
| --- | --- | --- | ---------------- |
| 1   | 13  | Hametsu Flag o kaihi shita no de bunka-matsuri de uka rete shimatta… Hametsu furagu o kaihi shita no de bunka-matsuri de uka rete shimatta… (破滅フラグを回避したので文化祭で浮かれてしまった…) | 2 lipca 2021     |
| 2   | 14  | Akuyaku ni natte shimatta… (悪役になってしまった…) | 9 lipca 2021     |
| 3   | 15  | Toraware no mi ni natte shimatta… (囚われの身になってしまった…) | 16 lipca 2021    |
| 4   | 16  | Iroppoi shitsuji to nakayoku ocha o shite shimatta… (色っぽい執事と仲良くお茶をしてしまった…)                                                                                                   | 23 lipca 2021    |
| 5   | 17  | Otōto-tachi e no ai ga afurete shimatta… (弟たちへの愛が溢れてしまった…) | 30 lipca 2021    |
| 6   | 18  | Hito natsu no bōken o shite shimatta… (ひと夏の冒険をしてしまった…) | 6 sierpnia 2021  |
| 7   | 19  | Negai ga kanatte shimatta… (願いが叶ってしまった…) | 13 sierpnia 2021 |
| 8   | 20  | O miai shite shimatta… (お見合いしてしまった…) | 20 sierpnia 2021 |
| 9   | 21  | Keith ga inaku natte shimatta… (Zenpen) Kīsu ga inaku natte shimatta… (Zenpen) (キースがいなくなってしまった…（前編）)                                                                          | 27 sierpnia 2021 |
| 10  | 22  | Keith ga inaku natte shimatta… (Chūhen) Kīsu ga inaku natte shimatta… (Chūhen) (キースがいなくなってしまった…（中編）)                                                                          | 3 września 2021  |
| 11  | 23  | Keith ga inaku natte shimatta… (Kōhen) Kīsu ga inaku natte shimatta… (Kōhen) (キースがいなくなってしまった…（後編）)                                                                            | 10 września 2021 |
| 12  | 24  | Sotsugyō-shiki ga yattekite shimatta… (卒業式がやって来てしまった…) | 17 września 2021 |

### Muzyka
| Seria          | Utwór                                                                    | Wykonawca | Źródło   |
| Czołówka       | Czołówka                                                                 | Czołówka  | Czołówka |
| -------------- | ------------------------------------------------------------------------ | --------- | -------- |
| 1.             | „Shōjo no route wa hitotsu janai!” (jap. 乙女のルートはひとつじゃない！) | angela    | [ 59 ]   |
| 2.             | „Andante ni koi o shite!” (jap. アンダンテに恋をして！)                  | angela    | [ 52 ]   |
| Napisy końcowe |                                                                          |           |          |
| 1.             | „Bad End”                                                                | Shōta Aoi | [ 4 ]    |
| 2.             | „give me ♡ me”                                                           | Shōta Aoi | [ 52 ]   |

## Film pełnometrażowy
17 września 2021 po emisji ostatniego odcinka drugiego sezonu anime zapowiedziano produkcję pełnometrażowego filmu. Premiera zaplanowana jest na 8 grudnia 2023.

## Gra komputerowa
13 września 2020 w serwisie YouTube został opublikowany zwiastun nadchodzącej gry komputerowej na podstawie serii, zatytułowanej Otome Game no hametsu Flag shika nai akuyaku reijō ni tensei shiteshimatta... ~Haran o yobu kaizoku~ (jap. 乙女ゲームの破滅フラグしかない悪役令嬢に転生してしまった… ～波乱を呼ぶ海賊～ Otome gēmu no hametsu furagu shika nai akuyaku reijō ni tensei shiteshimatta... ~Haran o yobu kaizoku~), za produkcję której odpowiadać będzie marka Otomate (należąca do Idea Factory), zaś jej premiera zaplanowana została na 2021 rok. Informacje te zostały potwierdzone podczas specjalnego wydarzenia, które odbyło się 26 września. Ponadto podano do wiadomości, że szczegółowe informacje na temat gry zostaną ujawnione 20 października w internetowym magazynie „B’s Log”.
9 lipca 2021 ogłoszono, że gra zostanie wydana jeszcze w tym samym roku na konsolę Nintendo Switch. Ponadto gra zawierać będzie fabułę, w której będzie miała miejsce, gdy Katarina wychodzi poza ostatnie wydarzenie ukończenia gry fabularnej i omija wszystkie „flagi zagłady” i zmierza z nową, związaną z nowym spotkaniem oraz zetknięcie się z piratem. Za scenariusz do gry odpowiada Ririka Yoshimura, natomiast za projekty postaci – Asada Mochiko. 19 lipca wraz z publikacją zwiastuna podano do wiadomości, że premiera gry odbędzie się dokładnie 23 grudnia.